# Werner Kirschstein
Werner Kirschstein (* 1. Juni 1947 in Bremerhaven) ist ein bremischer Politiker (SPD) und war Abgeordneter der Bremischen Bürgerschaft.

## Biografie

### Ausbildung und Beruf
1965 bis 1968 war Kirschstein als Betonbauer tätig. Von 1968 bis 1971 studierte er das Bauingenieurwesen und schloss es als Diplom-Ingenieur für Bauingenieurwesen ab. Er war von 1971 bis 1974 als Projektleiter in Bremen und Bremerhaven tätig und 1974 studierte nebenberuflich Architektur. Von 1974 bis 1978 war er Abteilungsleiter für Hochbau und Stadtplanung in Niedersachsen. Von 1975 bis 1977 studierte er Verwaltungsrecht, um die Befähigung für den bautechnischen Dienst zu erwerben. Ab 1978 war er als Abteilungsleiter für Sonderbauten und Denkmalschutz beim Magistrat der Seestadt Bremerhaven (Baudezernat) tätig.
Kirschstein ist daneben als Autor, Redakteur und Schriftsteller sowie als Schöffe am Amtsgericht Bremerhaven tätig.

### Politik
Kirschstein ist seit 1977 Mitglied der SPD und war Ortsvereinsvorstandsmitglied in Bremerhaven seit 1988.
Am 7. Februar 2005 trat Kirschstein für den durch Verzicht ausgeschiedenen Siegfried Breuer der Bremischen Bürgerschaft bei. Mit Ende der Wahlperiode schied er 2007 wieder aus. Er gehörte dem Betriebsausschuss Justizdienstleistungen, dem
Nichtständiger Ausschuss gemäß Artikel 125 der Landesverfassung, dem Rechtsaus-, dem Rechnungsprüfungs- und dem Verfassungs- und Geschäftsordnungsausschuss der Bremischen Bürgerschaft an. Ferner war Kirschstein Mitglied den Deputationen für den Fischereihafen und der für Arbeit und Gesundheit.

## Veröffentlichungen
- Seestadt Bremerhaven. Historische Bauwerke einer Hafenstadt. Band 1 der Schriftenreihe Historische Bauwerke des Magistrat der Stadt Bremerhaven. Wirtschaftsverlag NW, Bremerhaven 2001, ISBN 3-89701-791-1.

| Personendaten    | Personendaten                   |
| ---------------- | ------------------------------- |
| NAME             | Kirschstein, Werner             |
| KURZBESCHREIBUNG | deutscher Politiker (SPD), MdBB |
| GEBURTSDATUM     | 1. Juni 1947                    |
| GEBURTSORT       | Bremerhaven                     |